# Premios Texas
Premios Texas es un evento producido por Univisión KAKW en Austin, Texas, y televisado a nivel estatal por las filiales de Univision en Houston, Dallas, San Antonio y Austin.
Premios Texas nació en 2005, con el nombre de Premios a la Música Latina en varios teatros de la ciudad de Austin.
En el 2011, su séptima edición se realizó en el Long Center for the Performing Arts en Austin, Texas, recinto que cuenta con una capacidad de 2500 personas. El 2 de agosto de 2012, se realizó la octava entrega de dichos premios en el Moody Theater de Austin.
A lo largo de su producción, han contado con la participación de numerosos artistas destacados de la música latina. Entre ellos se encuentran Diana Reyes, Aleks Syntek, Olga Tañon, Pedro Fernández, Makano, Chino y Nacho, Pee Wee, Joey Montana entre muchos otros.

## Categorías
- Mejor vocalista Femenina
- Mejor artista Tropical
- Mejor vocalista Masculino
- Mejor artista Urbano
- Mejor artista Regional Mexicano
- Mejor álbum del año
- Mejor artista Rock Pop
- Artista Revelación del año
- Mejor Artista Tejano
- Mejor Banda de Texas

Premios Especiales
- Trayectoria Musical